# Lophoptera transiens
Lophoptera transiens là một loài bướm đêm trong họ Noctuidae.